# 陽獅宏盟集團
陽獅宏盟集團（英語：Publicis Omnicom Group）是於2013年7月28日，由陽獅集團與宏盟集團宣布合併的廣告集團。
陽獅宏盟會成為全世界最大的廣告集團，市值高達350億美元，合併營收達到227億美元，全球共有超過13萬名員工。完成併購後，陽獅宏盟與WPP集团就會成為世界上最大的兩大廣告集團。執行長表示雙方現有股東將持有新合併集團50%的股份。總部會設在巴黎與紐約兩座城市。
2014年5月9日，雙方於一項共同協議中表示，將取消此項合併計畫，原因是協議中的關係破裂。